# Taiwanoppia subtropica
Taiwanoppia subtropica är en kvalsterart som beskrevs av Tseng 1982. Taiwanoppia subtropica ingår i släktet Taiwanoppia och familjen Oppiidae. Inga underarter finns listade i Catalogue of Life.